# Božidar Jović
Pour les articles homonymes, voir Jović (homonymie).
Božidar Jović, né le 13 février 1972 à Banja Luka en Yougoslavie (aujourd'hui en Bosnie-Herzégovine), est un ancien handballeur croate. Il mesure 2,02 m (6′ 8″) et évoluait au poste de pivot. Après sa carrière de jouer, il est devenu directeur sportif du RK Zagreb.
Avec l'équipe nationale, il est notamment champion olympique en 1996 puis champion du monde de 2003.

## Palmarès

### En équipe nationale
Jeux olympiques
- Médaille d'or aux Jeux olympiques de 1996 à Atlanta

Championnats du monde
- Médaille d'argent au Championnat du monde 1995
- 13e place au Championnat du monde 1997
- 10e place au Championnat du monde 1999
- 9e place au Championnat du monde 2001
- Médaille d'or au Championnat du monde 2003

Championnats d'Europe
- 5e place au Championnat d'Europe 1996
- 8e place au Championnat d'Europe 1998
- 6e place au Championnat d'Europe 2000
- 16e place au Championnat d'Europe 2002

Jeux méditerranéens
- Médaille d'or aux Jeux méditerranéens de 1997 à Bari
- Médaille d'or aux Jeux méditerranéens de 2001 à Tunis

### En club
Compétitions internationales
- Coupe des clubs champions (C1) (2) : 1992 et 1993
- Coupe de l'IHF (C3) (2) : 1991

Compétitions nationales
- Champion de Croatie (9) : 1992, 1993, 1994, 1995, 1996, 1997, 1998, 1999, 2000
- Coupe de Croatie (9) : 1992, 1993, 1994, 1995, 1996, 1997, 1998, 1999, 2000
- Champion de Hongrie (3) : 2001, 2002, 2003
- Coupe de Hongrie (2) : 2002, 2003